# Cuevas de la Araña
Las cuevas de la Araña son un conjunto de cuevas epipaleolíticas cerca del río Escalona, en el municipio de Bicorp (Valencia), España.
Las pinturas de la Cueva de la Araña (entre el 9000 y el 1400 a. C.) pertenecen al Arte Rupestre Levantino y fue declarada por la Unesco en 1998 Patrimonio de la Humanidad. Contiene una de las representaciones más famosas en todo el mundo, la recolección de la miel.
Las cuevas son conocidas porque en ellas se encuentran pinturas rupestres representando una cacería de cabras y una escena de una figura humana subiendo por lianas para obtener miel de abejas silvestres. Las cuevas fueron descubiertas a inicios del siglo XX por Jaime Garí i Poch, un profesor local.

## Importancia cronológica
El profesor Hernández Pacheco publicó en 1924 Las pinturas de las Cuevas de la Araña, un trabajo revolucionario para aquella época que desafiaba las tesis de Henri Breuil y establecía una cronología post paleolítica en el Arte Rupestre Levantino. Para esta nueva cronología se basó en las superposiciones, grado de degenerado y tamaño de las figuras de la cueva de la Araña.

## Nombres registrados relacionados de la declaración 874 de la UNESCO
- Cueva de la Araña- Abrigo I
- Cueva de la Araña- Abrigo II
- Cueva de la Araña- Abrigo III